# Cedric Henderson (baloncestista de 1975)
Cedric Earl Henderson (Memphis, Tennessee, 11 de marzo de 1975) es un exjugador de baloncesto estadounidense que jugó cinco temporadas en la NBA, además de hacerlo en diversas ligas de medio mundo. Con 2,00 metros de estatura, lo hacía en la posición de alero.

## Trayectoria deportiva

### Universidad
Tras haber disputado en 1993 el prestigioso McDonald's All American Game, jugó durante cuatro temporadas con los Tigers de la Universidad de Memphis, en las que promedió 13,8 puntos y 5,2 rebotes por partido, En su última temporada fue incluido en el segundo mejor quinteto de la Conference USA, tras liderar a su equipo en anotación en 19 ocasiones y conseguir 7 doble-dobles.

### Profesional
Fue elegido en la cuadragésimo cuarta posición del Draft de la NBA de 1997 por Cleveland Cavaliers, y en su primera temporada se convirtió en titular indiscutible, acabando el año con unos promedios de 10,1 puntos y 4,0 rebotes por partido, siendo incluido en el segundo mejor quinteto de rookies de la NBA. Al año siguiente se perdió más de 30 partidos por lesión, y su aportación decayó definitivamente en la temporada 2000-01, en la que promedió 4,3 puntos y 1,6 rebotes por partido.
Antes del comienzo de la temporada 2001-02 fue traspasado, junto con Matt Harpring y Robert Traylor a Philadelphia 76ers a cambio de Tyrone Hill y Jumaine Jones, pero los Sixers lo utilizaron como moneda de cambio en un traspaso a tres bandas, en el cual lo enviaban junto con una primera ronda del draft a Golden State Warriors, los Charlotte Hornets mandaban a Derrick Coleman a los Sixers, los Warriors a Chris Porter a los Hornets, los Warriors enviaban a Corie Blount y Vonteego Cummings a los Sixers, y éstos mandaban a George Lynch, Jerome Moiso y Robert Traylor a los Hornets.
En los Warriors jugó apenas 12 partidos, en los que promedió 3,0 puntos. Al término de la temporada se convirtió en agente libre, fichando por Milwaukee Bucks, quienes finalmente lo descartaron antes del comienzo de la competición. fue enviado a los Mobile Revelers de la NBA D-League, donde fue uno de los jugadores más destacados, promediando 15,3 puntos y 3,8 rebotes por partido, ayudando a conseguir el título de campeones.
A partir de ese momento alternó la competición de desarrollo con diversas ligas internacionales, llevándole a jugar a lugares tan dispares como Líbano, Corea del Sur, Ucrania o Chipre, para retirarse en 2007.

## Estadísticas de su carrera en la NBA

### Temporada regular
| Año     | Equipo       | PJ  | PT  | MPP  | %TC  | %3P  | %TL  | RPP | APP | ROB | TPP | PPP  |
| ------- | ------------ | --- | --- | ---- | ---- | ---- | ---- | --- | --- | --- | --- | ---- |
| 1997-98 | Cleveland    | 82  | 71  | 30.8 | .480 | .000 | .716 | 4.0 | 2.0 | 1.2 | .5  | 10.1 |
| 1998-99 | Cleveland    | 50  | 48  | 30.3 | .417 | .167 | .813 | 3.9 | 2.3 | 1.2 | .5  | 9.1  |
| 1999-00 | Cleveland    | 61  | 7   | 18.1 | .396 | .067 | .663 | 2.3 | .9  | .6  | .3  | 5.4  |
| 2000-01 | Cleveland    | 55  | 10  | 17.5 | .389 | .125 | .652 | 1.6 | 1.4 | .5  | .4  | 4.3  |
| 2001-02 | Golden State | 12  | 0   | 5.8  | .484 | .500 | .571 | .3  | .3  | .5  | .2  | 3.0  |
| Total   | Total        | 260 | 136 | 23.8 | .436 | .140 | .715 | 2.9 | 1.6 | .9  | .4  | 7.3  |

### Playoffs
| Año   | Equipo    | PJ | PT | MPP  | %TC  | %3P  | %TL  | RPP | APP | ROB | TPP | PPP |
| ----- | --------- | -- | -- | ---- | ---- | ---- | ---- | --- | --- | --- | --- | --- |
| 1998  | Cleveland | 4  | 4  | 39.3 | .393 | .000 | .615 | 4.3 | 2.8 | 1.5 | .0  | 7.5 |
| Total | Total     | 4  | 4  | 39.3 | .393 | .000 | .615 | 4.3 | 2.8 | 1.5 | .0  | 7.5 |